# District de Mii
Le district de Mii (三井郡, Mii-gun) est un district de la préfecture de Fukuoka au Japon.
Lors du recensement de 2000, sa population était de 32 631 habitants pour une superficie de 43 km2.

## Commune du district
- Tachiarai